# Молдавская Автономная Советская Социалистическая Республика

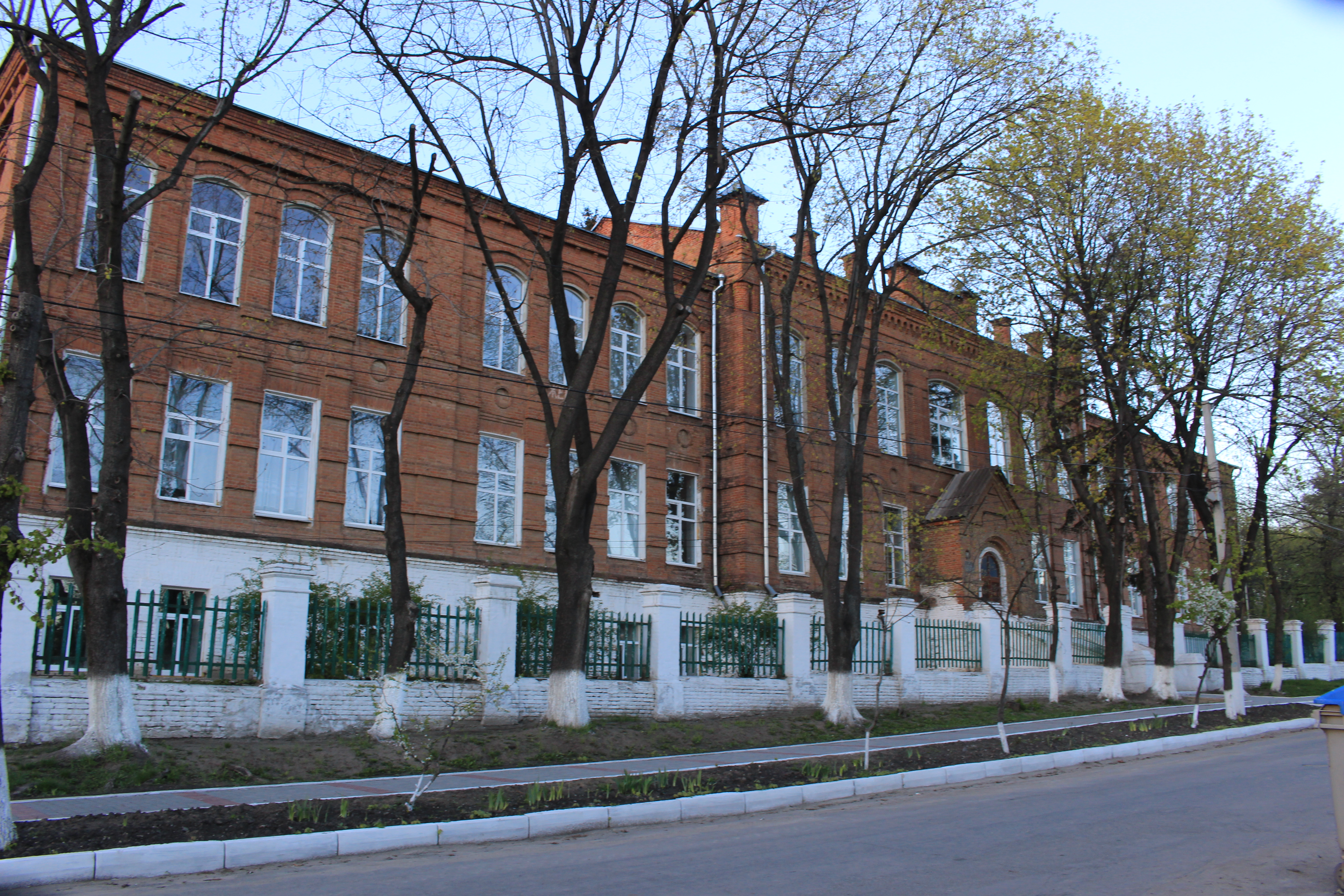
Балта, здание Всемолдавского ЦИК МАССР

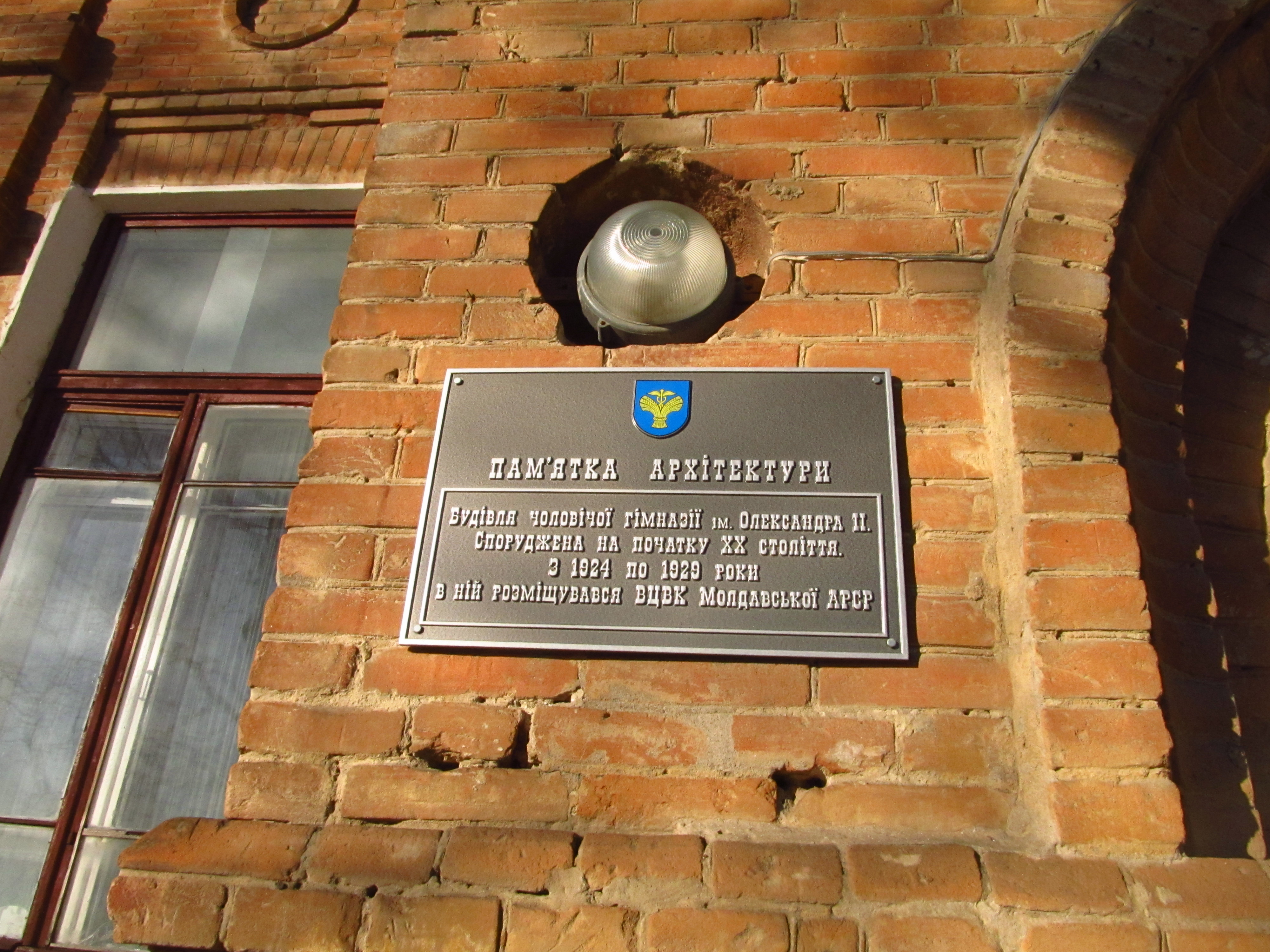
ВЦИК Молдавской АССР (1920-е гг.)

Молда́вская Автоно́мная Сове́тская Социалисти́ческая Респу́блика (Молда́вская АССР, МАССР; молд. Република Аутономэ Советикэ Сочиалистэ Молдовеняскэ, РАСС Молдовеняскэ; укр. Молдавська Автономна Радянська Соціалістична Республіка, Молдавська АРСР) — автономная республика в составе Украинской ССР, существовавшая с 12 октября 1924 года по 2 августа 1940 года.
МАССР включала левобережную часть территории современной Молдовы (бо́льшая часть Приднестровья) и часть современной Украины. В 1940 году, после присоединения Бессарабии к Союзу ССР, Молдавская Автономная Советская Социалистическая Республика (за исключением некоторых районов) совместно с Бессарабией (за исключением нескольких уездов) вошла в созданную Молдавскую ССР, а 8 восточных (левобережных) районов МАССР — в состав Одесской области УССР.
Изначально, с 12 октября 1924 года по 5 декабря 1936 года, именовалась как Автономная Молдавская Социалистическая Советская Республика (АМССР); с принятием конституции СССР 1936 года получила название Молдавской Автономной Советской Социалистической Республики (Молдавской АССР).

## География, внутреннее устройство и население

### Население
К моменту образования Молдавской АССР на её территории проживало 400 000 человек, с увеличением территории численность населения к концу 1920-х годов возросла до 572 300 человек. По расчётам советских демографов, численность населения республики постоянно росла, и к началу 1930-х в ней проживало около 615 500 человек. Однако данные цифры неточны, поскольку во время голода в Союзе ССР 1932—1933 годов многие из жителей МАССР погибли или эмигрировали за границу. По данным переписи 1939 года, в Молдавской АССР насчитывалось 599 156 человек.
Количество городского населения составляло 13 %, плотность населения — 69 человек на 1 км². Лишь около трети населения республики были молдаване, а при создании автономии цифры о количестве молдавского населения были завышены (считалось, что 58 % населения — молдаване). С увеличением территории МАССР численность молдаван по отношению к другим народам уменьшилась до 30 %. Согласно всесоюзной переписи населения 1926 года, в республике проживали представители 45 народов. Больше всего в МАССР было украинцев — 48,5 %, второе место по численности занимали молдаване — 30,1 %; русских в МАССР было около 8,5 %. По данным переписи 1939 года, в республике проживало 28,5 % молдаван, 50,7 % украинцев, 10,2 % русских и 6,2 % евреев. В автономии молдаване были расселены неравномерно. Больше всего их проживало на границе с Румынией вдоль Днестра. В районах республики, граничащих с Украиной, преобладали украинцы. В Тирасполе и Балте — столицах МАССР — молдаване составляли лишь около 1,5 %. В Молдавскую АССР направлялись многочисленные переселенцы из России и с Украины, помогая создавать местную промышленность, а также беженцы из Бессарабии. В годы существования автономии её покинула часть евреев, которые выехали на Украину и в Крым.

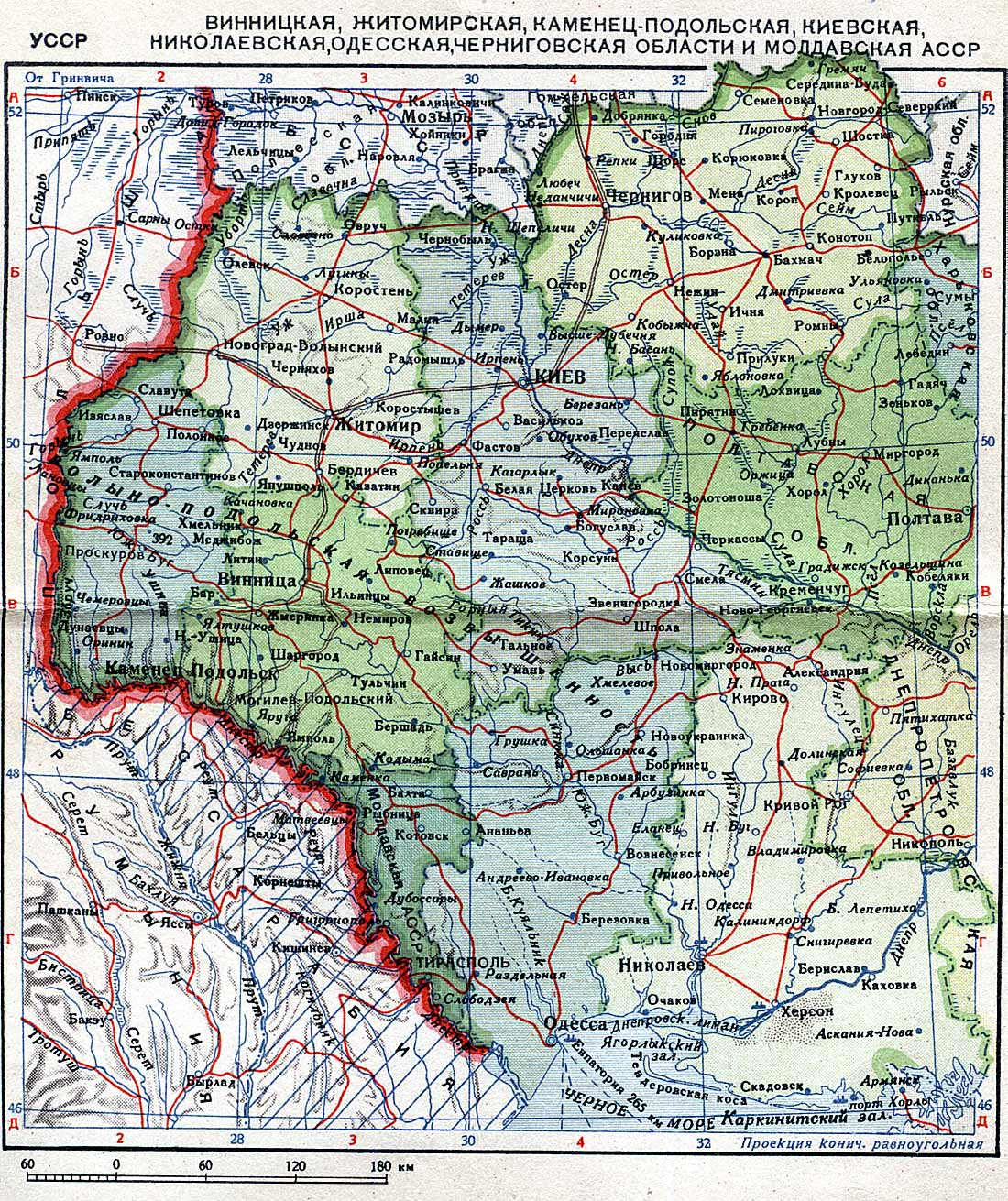
Карта 1939 года западной части Украинской ССР, на юго-западе находится МАССР. Бессарабия заштрихована как спорная территория

### Географическое положение и административное деление
Границы молдавской автономии были установлены на I съезде 1925 года в Балте. Согласно принятому решению, Молдавская АССР имела внутренние границы с Одесской и Винницкой областями (ранее с Могилёвским, Тульчинским, Первомайским и Одесским округами). На западе она граничила с Румынией и де-факто граница проходила по реке Днестр, хотя при создании автономии советскими властями было заявлено о том, что западные границы МАССР проходят по рекам Прут и Дунай. Таким образом, автономия претендовала на оккупированную Румынией в 1918 году Бессарабию.
Площадь республики с момента её создания постепенно увеличивалась за счёт включения в её состав украинских населённых пунктов. Левобережье реки Днестр, на котором фактически существовала советская власть, занимало 8288 км². МАССР изначально включала в себя 11 районов с административными центрами Балта, Бирзула, Ананьев, Алексеевка, Крутые, Каменка, Григориополь, Дубоссары, Рыбница, Слободзея и Тирасполь (12-й — Ставрово — упразднён как районный центр в 1925). С 1935 года существовали также Валегоцуловский, Песчанский и Чернянский районы.
Центр республики до 1929 — Балта, в 1929—1940 — Тирасполь.  Другими городскими поселениями считались Ананьев и Рыбница.

### Внутреннее устройство
Работа по организации внутреннего устройства республики развернулась сразу после её создания, в связи с чем некоторое время существование МАССР не было закреплено документально. 23 апреля 1925 года была принята конституция МАССР, разработанная Наркомюстом Украинской ССР. 5 января 1938 года была принята новая конституция МАССР. Согласно конституциям, Молдавская АССР имела право на собственные центральные органы власти (среди них были Съезд Советов Молдавской АССР, народные комиссариаты, Совет Народных Комиссаров и Центральный исполнительный комитет), свой бюджет и самоуправление в составе Украины. Особенностью МАССР было то, что она имела право выйти из состава Украинской ССР или потребовать признать за ней большую самостоятельность в составе Украины. Также правовой статус МАССР затрагивался в конституции УССР 1937 года в 30 различных главах.
Конституция 1925 года имела 7 глав и 48 статей. В первой главе оговаривались общие положения об автономии республики; во второй — положения об органах управления; в третьей — деятельность СНК и наркомов Молдавской АССР; в четвёртой — организация власти на местах; в пятой — положения об органах юстиции; в шестой — бюджет автономии и в седьмой — символы МАССР (герб и флаг). Конституция 1938 года состояла из 11 глав и 114 статей. В первой главе шла речь об общественном устройстве автономии; во второй — об внутреннем устройстве; в третьей — об высших органах власти; в четвёртой — об республиканских органах управления; в пятой — об органах местного самоуправления; в шестой — об бюджете МАССР; в седьмой — о деятельности судебных органов и прокуратуры; в восьмой оговаривались основные права и обязанности граждан; в девятой шла речь об избирательной системе; в десятой устанавливались государственные символы (герб и флаг); одиннадцатая глава устанавливала порядок изменения конституции.
Верховными органами МАССР были Съезд Совета Рабочих, крестьянских и красноармейских депутатов Молдавии и Молдавский Центральный Исполнительный Комитет (МЦИК), назначавший съезды и фактически руководивший автономией в период между съездами. Съезды проводились один раз в год, а с 1927 года — два раза в год. Высшим исполнительным органом автономии был Совет Народных Комиссаров МАССР. Местные органы самоуправления Молдавской АССР подчинялись центральным властям. Это были городские, поселковые и сельские Советы рабочих, крестьянских и красноармейских депутатов и окружные или районные съезды Советов. Судебные органы МАССР действовали на основе конституции Украинской ССР. Верховный суд МАССР выполнял надзорные функции за деятельность прочих судебных органов республики. Организационные функции в области юстиции выполнял Народный комиссариат юстиции Молдавской АССР. С принятием новой конституции МАССР 1938 года несколько изменился судебный процесс (заседания стали открытыми, обвиняемый имел право на защиту и т. д.).

## Политика

### Предыстория
Левобережье Днестра попало в состав Российской империи и начало активно осваиваться поселенцами только в XVIII веке. Соседняя Бессарабия вошла в состав России только в 1812 году, будучи до этого частью Османской империи. В 1917 году, после Октябрьской революции, на территории Бессарабии в составе РСФСР была провозглашена Молдавская Демократическая Республика. 23 января 1918 года республика провозгласила независимость. В последующие недели в ней усиливалось румынское влияние, и под давлением румынской армии 27 марта МДР вошла в состав Румынии.

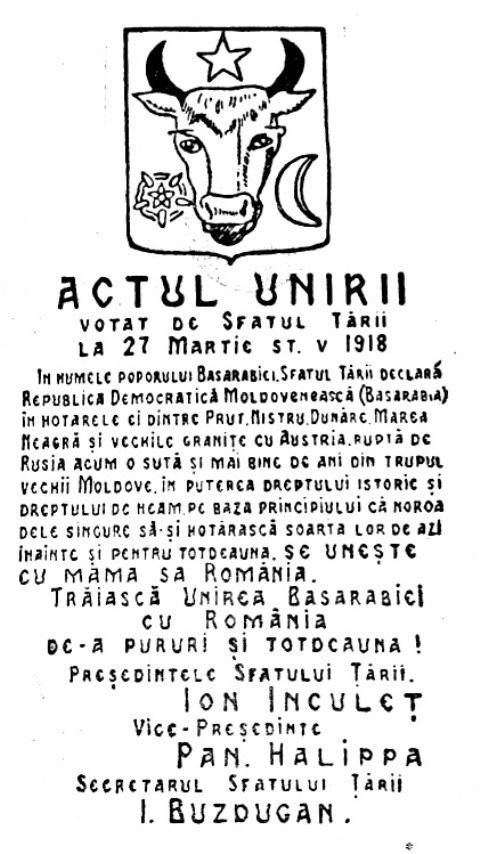
Декларация об объединении Бессарабии и Румынии

В 1917—1918 годах также активизировалось молдавское движение на левом берегу Днестра. В отдельных населённых пунктах левобережья численность молдаван составляла около 50 %, хотя их общее количество по региону не превышало численности местных русских и украинцев. После того, как в декабре 1917 была провозглашена Молдавская Демократическая Республика, в Кишинёве состоялся съезд представителей левобережья Днестра, где обсуждалось возможное расширение территории МДР на восток, за Днестр. Этот же вопрос позже обсуждался на съездах в Григориополе и Тирасполе. Съезды при участии представителей Сфатул Цэрий объявили о политическом и культурном единстве Молдавии и заднестровских регионов и приняли решение об объединении левобережья Днестра с МДР. Однако в связи с про-румынской политикой Сфатул Цэрий и вооружённым конфликтом большевиков с румынскими войсками это решение не было реализовано.
Вооружённый конфликт в Бессарабии стал причиной переселения части молдаван из МДР за Днестр. Это поспособствовало увеличению численности молдавского населения на территории нынешнего Приднестровья. Вследствие конфликта большевики потеряли контроль над Бессарабией, и та вошла в состав Румынии.
Советское правительство никогда не признавало аннексии Бессарабии Румынией. В ноте от 1 ноября 1920 года РСФСР выразила решительный протест против аннексии и Парижского протокола её подтверждающего, так как он был заключён другими правительствами. На Венской конференции 1924 года Советское правительство предложило провести в Бессарабии плебисцит, однако Румыния отвергла предложение СССР. Румынская сторона настаивала на том, что Бессарабия — исконно румынская земля, населённая румынами, хотя та никогда не входила в состав Румынии (не считая Буджака, бывшего частью Румынии с 1859 по 1878). Советская сторона доказывала, что Бессарабия была незаконно оккупирована румынскими войсками. В ходе переговоров сторонам удалось договориться о проведении демаркационной линии между государствами по Днестру, хотя СССР по-прежнему считал Бессарабию оккупированной территорией, а также о невозможности решения конфликта силой.

### Образование автономии

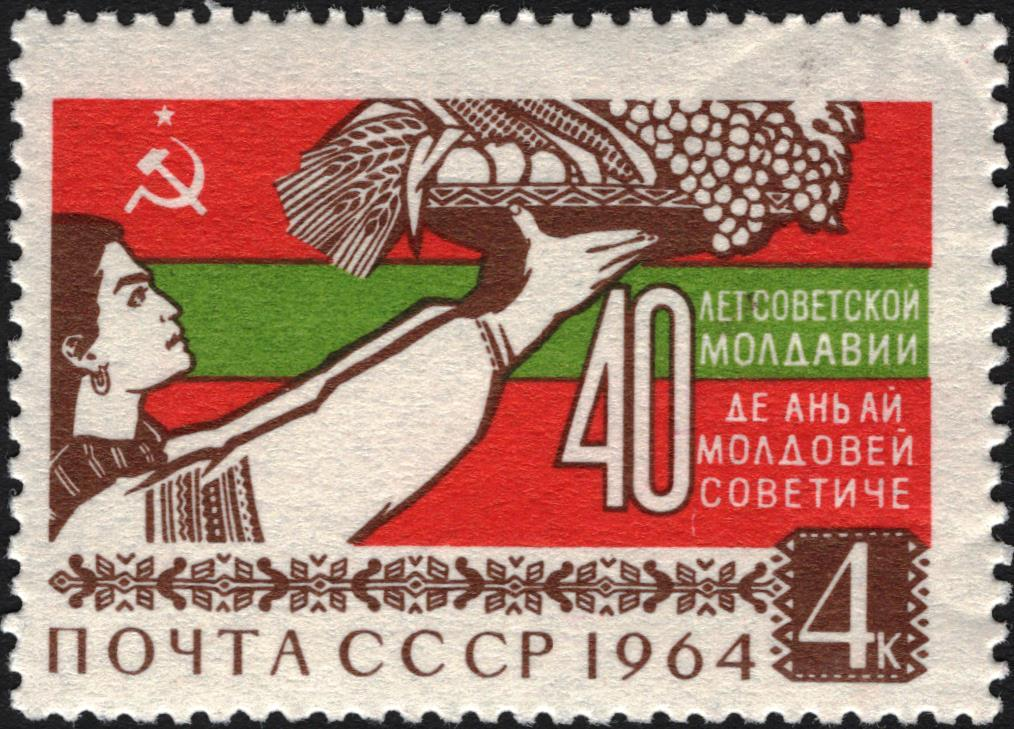
Почтовая марка СССР, 1964 год. 40-летие Советской Молдавии

Инициатором создания молдавской автономии был Г. Котовский, а также А. Бэдулеску, П. Ткаченко, С. Тинкельман, Т. Чоран (Киоран, рум. Chioran), И. Дик-Дическу и др. Их петиция от 4 февраля 1924 была рассмотрена советскими властями 7 марта 1924 года: из части территории Балтского и Одесского округов Одесской губернии и Тульчинского округа Подольской губернии в составе Украинской ССР предлагалось образовать Молдавскую Автономную Область. В Советском Союзе были и противники создания молдавской автономии, в частности, нарком иностранных дел Г. В. Чичерин. В своём письме Молотову он писал: «создание МАССР в настоящее время преждевременно, так как приведёт к экспансионизму со стороны румынского шовинизма. Преобладание молдавского населения (в левобережных районах Днестра) приведёт к упрочению позиции Румынии в бессарабском вопросе».
Несмотря на это, накануне очередных советско-румынских переговоров в Вене касательно статуса Бессарабии постановлением ЦИК УССР от 12 октября 1924 года была образована Молдавская АССР. По словам газеты «Одесские Известия», «все притеснённые бессарабские молдаване взирают на автономную республику как на маяк, который распространяет свет свободы». Однако Молдавская АССР была создана не как национальное государство, а как средство влияния Советского Союза на Запад. Численность молдавского населения на территориях, вошедших в состав МАССР, не превышала и трети населения автономии, а молдавское влияние в регионе за всё время существования молдавской государственности было слабо. Имея в своём составе МАССР, Советский Союз мог навязывать государствам Западной Европы не только свой вариант решения Бессарабского вопроса, но и своё видение недостатков Версальско-Вашингтонской системы международных отношений.
В следующем 1925 году на I Всемолдавском съезде Советов в Балте были установлены границы автономии и принята конституция, утверждёная IX Всеукраинским съездом Советов 10 мая того же года. Согласно принятой конституции, началось формирование органов управления республикой и органов местного самоуправления.

### Коллективизация и голод 1930-х годов
В начале 1920-х годов ещё на территории будущей Молдавской АССР была проведена аграрная реформа, благодаря которой многие из крестьян получили землю. Возникла череда новых сёл в Дубоссарском, Каменском и Рыбницком районах. В то же время те крестьяне, у которых была изъята эта земля, подверглись репрессиям со стороны властей.
Руководство Советского Союза планировало завершить коллективизацию в МАССР к весне 1932 года. Для этого в 1929 году началось повторное выселение кулаков в Сибирь, Архангельскую область, на Соловецкие острова и на Новую Землю. В процессе раскулачивания у крестьян изымалось частное имущество, земля, часть урожая. Всё это в начале 1930-х годов стало одной из основных причин голода и бегства крестьян из МАССР в Румынию, а также выезд в другие регионы СССР. Число жителей МАССР, погибших от голода, оценивается в 20 000 человек. По данным румынской прессы того времени, столько же человек предприняли попытку к бегству в Румынию, при этом часть из них была задержана или расстреляна при попытке пересечь Днестр. Крупнейшим инцидентом во время миграции населения МАССР в Румынию стал расстрел советскими пограничниками 40 человек, пытавшихся пересечь Днестр по льду возле Оланештского леса. Этот случай широко обсуждался в европейских СМИ, однако советские власти скрыли этот факт от общественности. Также власти скрыли действительное количество погибших в МАССР от голода, по оценочным подсчётам советских демографов того времени к 1935 году численность населения автономии составляла 615 500 человек (столько же, сколько и до голода).
В дальнейшем, уже после голода в конце 1930-х годов, в Молдавской АССР были проведены репрессии, коснувшиеся на этот раз, в основном, руководителей автономии и чиновников. Арестованным вменялось в вину, что они «румынские шпионы». В 1937 году по приказу Сталина было расстреляно в полном составе правительство МАССР и упраздённой Бессарабской ССР во главе с И. Н. Криворуковым.
Точное число жителей автономии, подвергшихся сталинским репрессиям, в настоящее время (по состоянию на 2007 год) не установлено. В эти годы было расстреляно порядка 5500 человек. Всего в 1930-е — 1940-е годы на территории Молдавии (автономной и союзной республик) было репрессировано и осуждено, по различным оценкам, 75-81 тысяч жителей, из которых 51 542 были депортированы.

### Зарождение молдавского самобытничества

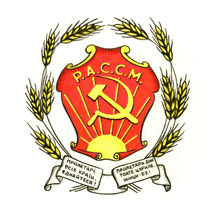
Герб МАССР, использовавшийся в 1927—1938 годах. Надписи на гербе сделаны на молдавском языке на основе кириллического алфавита

Молдавская АССР была создана как средство политического давления на Румынию. Именно поэтому советское руководство старалось подчеркнуть различия между румынами и жителями левобережья Днестра. Для этого в начале 1920-х годов в автономии началась кампания по самоидентификации молдаван как отдельного народа. Был разработан молдавский алфавит на основе кириллицы, молдавский язык был объявлен отдельным языком, а не диалектом румынского. В ходе кампании был дан толчок развитию молдавской культуры, а также были открыты новые учебные заведения. Если в 1917 году на левом берегу Днестра 80 % населения были безграмотны, то к 1937 году в республике осталось лишь 3 % неграмотных. К моменту образования МАССР в ней существовало всего 11 школ с молдавским языком обучения, а к 1939 году их численность возросла до 135. Зародилось новое молдавское национальное движение — самобытничество.
В 1932 году руководство МАССР получило приказ от ЦК КП(б)У перевести молдавский язык с кириллического алфавита на латинский. Молдавские политики-самобытники, боявшиеся усиления румынского влияния в республике, бойкотировали директиву. Те чиновники и общественные деятели, которые противостояли им и настаивали на введении латиницы, получили название «латинизаторы». Латинизаторы считали создание молдавского языка и введение в обиход молдаван новых слов ошибкой. В ходе противостояния самобытников и латинизаторов в 1932 году молдавский алфавит всё же был изменён, а в последующие годы проводилась политика изменения молдавского языка и культуры. К 1938 году молдавский язык стал идентичен румынскому.
Сразу после перевода молдавского языка на латиницу в руководстве МАССР были проведены кадровые перестановки, и к власти пришли сторонники румынской культуры. Несмотря на это, противостояние между самобытниками и латинизаторами продолжалось. Постоянная борьба между этими движениями привлекла внимание вышестоящих органов и НКВД СССР. В 1934 году на т. н. «националистов»-латинизаторов было заведено уголовное дело. Часть чиновников была арестована, что дало преимущество самобытникам. В 1938 году молдавский язык (наряду с другими языками советских республик) был вновь переведён на кириллицу, также началось переиздание школьных учебников и переход всех периодических изданий на новые нормы правописания.

### Возникновение Молдавской ССР

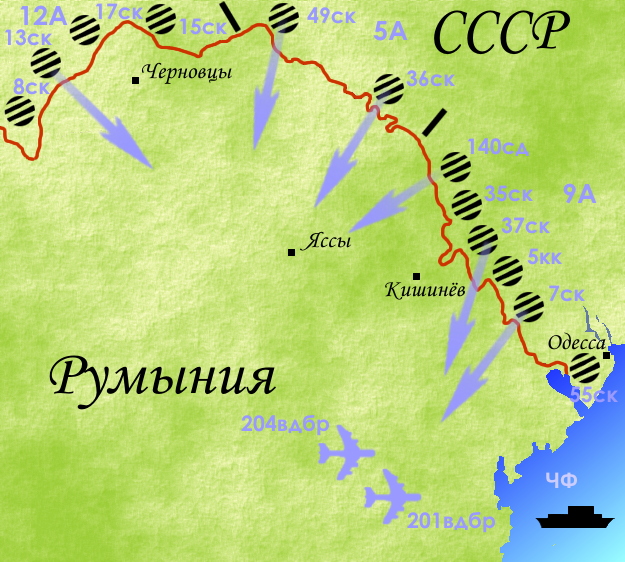
Схема ввода частей РККА в Бессарабию

Вопрос о советской границе на юго-востоке Европы оставался открытым с момента возникновения СССР. Румынско-советский территориальный спор касательно Бессарабии обострился после подписания советско-германского договора о ненападении и ввода советских войск в Польшу в 1939 году. С этого момента началось новое обострение советско-румынских отношений. Весной 1940 года на границе произошла череда инцидентов, всё это время стороны вели политические манёвры и готовились к возможному конфликту. 26 июня 1940 года, дождавшись поражения Франции, союзницы Румынии, от Германии, СССР предъявил Румынии ультиматум с требованием о возвращении Бессарабии, а также передаче Северной Буковины в состав СССР. Румыния была вынуждена принять ультиматум, и 28 июня Красная Армия вступила в Бессарабию, а румынские войска начали отступление за Прут. 3 июля новая советская граница по Пруту была окончательно перекрыта.
В течение июля шла подготовка к возникновению молдавской республики, в которой большую роль играло проведение границ республики. Совнарком Молдавской АССР при создании будущего молдавского государства требовал включить в его состав почти всю Бессарабию, включая Измаильский и Аккерманский уезды. Однако на юге и севере Бессарабии преобладало немолдавское население, поэтому часть региона вошла в состав Черновицкой и Аккерманской областей Украинской ССР.
2 августа того же года на VII сессии Верховного Совета СССР был принят Закон об образовании союзной Молдавской Советской Социалистической Республики. В новосозданную республику вошла часть Бессарабии и 6 районов МАССР, остальные 8 районов вошли в состав Украинской ССР. В 1941 году была принята Конституция Молдавской ССР.
Во время Второй мировой войны Молдавия и левобережье Днестра были заняты румынскими войсками, на территории МССР и Аккерманской области возникло Бессарабское губернаторство. На территории бывшей МАССР возникло румынское губернаторство Транснистрия (рум. Transnistria). В 1944 году Молдавия и часть Украины вновь вернулись под контроль Советского Союза. По итогам Великой Отечественной войны Молдавская ССР осталась в составе СССР.

## Экономика
Экономика МАССР имела аграрный характер. В автономии не было крупных городов, из-за чего была высокая плотность сельского населения. В сельском хозяйстве МАССР значительное развитие получил ряд трудоёмких культур (виноградники и виноделие, сады, огороды, табак); в полеводстве значительную роль играли кукуруза, пшеница и рожь; увеличивались посевные площади под подсолнечником. Урожайность зерна в МАССР к моменту создания республики составляла 7,1 ц с га. Сельское хозяйство региона развивалось интенсивным путём, и с распространением сельскохозяйственной техники к 1939 году урожайность зерна достигла 14 ц с га.

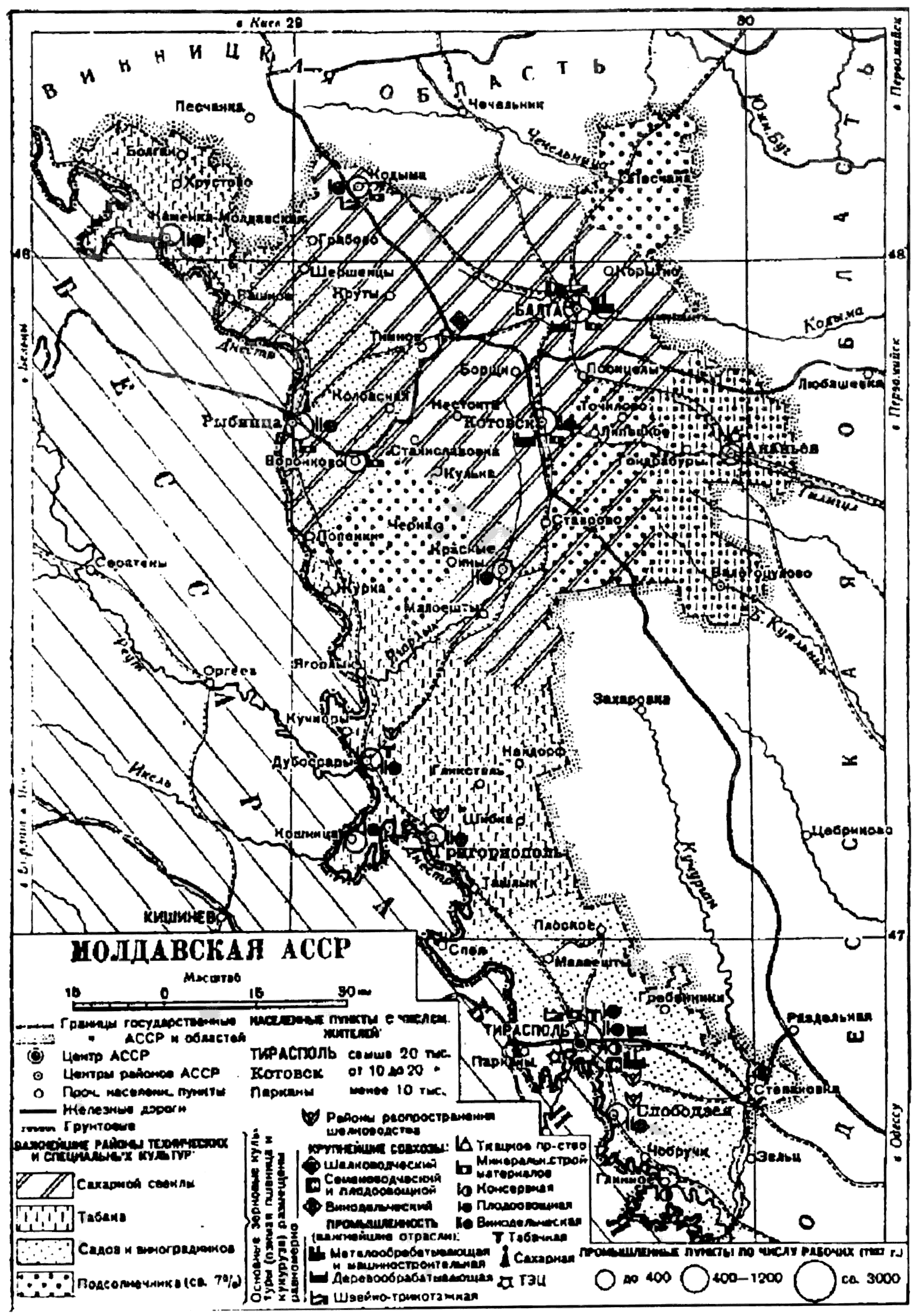
Экономическая карта Молдавской АССР из БСЭ, 1938 год

В связи с этим значительное внимание уделялось развитию сельского хозяйства и коллективизации. К моменту образования республики на её территории насчитывалось 116 колхозов, из них 113 сельхозартелей, 2 коммуны и 1 товарищество по совместной обработке земли (ТОЗ). К осени 1928 года в республике было 4 коммуны, 50 артелей, 337 товариществ по обработке земли и 91 машинно-тракторное предприятие. В 1925 году коллективизация в автономии достигает своего пика, резко увеличивается число коллективных хозяйств и кооперативов. В свою очередь из-за политики коллективизации разорялись частные хозяйства. К 1927 году в 55 % частных хозяйствах не было рабочего скота и инвентаря для обработки земли, 44 % хозяйств имели незначительное количество земли, в 70 % хозяйств не было продуктивного скота. Следующий пик коллективизации пришёлся на 1928—1929 годы. В эти годы в период хлебозаготовительных работ у частных лиц началось изъятие зерна, после чего были введены дополнительные налоги на частные сельскохозяйственные угодья. В 1930—1931 годах большая часть кулачества была выселена из республики, а его земли и имущество конфискованы. Значительно на хозяйство Молдавии повлиял голод 1930-х годов.
Распространение сельскохозяйственной техники позволило ускорить обработку земель в колхозах, одновременно действовал запрет на продажу техники частным лицам. В 1929 году в автономии была основана первая МТС. Всего в 1939 году в Молдавии было 1742 трактора, 492 комбайна, 515 молотилок, 782 тракторных сеялки и др. сельскохозяйственной техники. Параллельно с сельским хозяйством шло развитие предприятий и индустриализация республики. Главной проблемой, с которой столкнулись власти автономии в период индустриализации, была нехватка профессиональных кадров. Необходимость в кадрах привела к открытию специализированных учебных заведений в городах и посёлках МАССР, а также к миграции в автономию жителей других регионов СССР. Из-за этого занятость молдавского населения в промышленности была крайне мала: в 1926 году из 14 300 рабочих Молдавии лишь 600 были молдаванами. В последующие годы эта цифра практически не менялась.
В 1935 году в Тирасполе была запущена в строй Тираспольская ТЭЦ. МАССР пересекалась несколькими железнодорожными линиями, соединяющими её с БССР, УССР и Бессарабией: на юго-востоке Киев—Одесса; на севере Рыбница—Слободка—Бирзула—Днепропетровск и на юге Тирасполь—Раздельная. Шоссейных дорог — 1600 км. Реки МАССР, кроме Днестра, несудоходны.

## Культура
В Молдавской АССР осуществлялось книгопечатание и школьное обучение на молдавском языке (с использованием кириллицы, a c 1932 утверждена латиница и нормы орфографии румынского языка). Противостояние между самобытниками и румынизаторами, а также классовая борьба оказали влияние на развитие молдавской культуры времён Молдавской АССР.
Большое внимание уделялось литературной деятельности. Первым советским писателем молдавского происхождения можно считать Д. Милева, который писал о положении молдавского крестьянства в Румынии. Из молдавских писателей, которые создавали свои произведения после Милева, наиболее известны Марков, написавший «Чёрная долина», «Че а фост, ну а май фи», «Лупта», сборник рассказов «За власть советов» и сборник стихотворений «Кувынтул виу», И. Канна, автор произведений о гражданской войне и коллективизации, К. Г. Бабич, Кабак, Кишинёвский, Батриноя, Дойбан, Шьобану и др. Видными молдавскими поэтами в МАССР были М. Андриеску, автор работ «Навалире», «Григорий Малини» и «Чёрный флажок», Ф. Малай, С. Р. Лехтцир, создавший сборники стихов «Поезий» и «Ын флакарэ», а также несколько поэм, Л. Е. Коряну (Корнфельд), Кафтанака. В 1927 году был организован союз писателей МАССР «Рэсэритул». Наиболее известный молдавский журнал времён Молдавской АССР «Молдова литерарэ» начал выходить в 1926 году под названием «Паӂина литерарэ». В нём впервые публиковались произведения многих вышеперечисленных авторов. В 1931 году этот журнал был преобразован в политико-литературный и публицистический журнал «Октябрю».
В 1920-х годах в республике начали возникать самодеятельные ансамбли и драматические кружки. В 1928 году в Балте была создана Молдавская музыкальная капелла, в 1930 году была образована капелла «Дойна». В 1937 году появилось Молдавское отделение Союза композиторов УССР. В него вошли такие молдавские композиторы, как П. И. Бачинин, Г. И. Гершфельд, Д. Г. Гершфельд, В. Л. Поляков, А. П. Каменецкий. Из композиторов, не вошедших в Союз, известны Н. Н. Вилинский, Л. С. Гуров, К. Ф. Данькевич, В. С. Косенко и С. Д. Орфеев. Часто композиторы обращались к народному творчеству, делая обработки молдавских народных песен и фольклора, в частности «Дойны». Из исполнителей песен наиболее известны исполнительница молдавских народных песен Е. П. Будак и камерный певец Г. С. Брюнер.
В Молдавской АССР шло активное строительство городов. Из наиболее востребованных строений были многоквартирные жилые дома, промышленные предприятия и общественные здания. В архитектуре МАССР наблюдалось влияние конструктивизма и умеренное использование классических форм.

## Религия
Положение служителей культа в Молдавской АССР было схожим с условиями их существования на остальной территории страны. К июню 1925 года на учёте НКВД состояли 35 протоиереев, 213 священников и пятеро священнослужителей, прибывших из разных местностей, 44 дьякона, а также двое ксендзов, 15 раввинов и пять чтецов Торы, 11 сектантских проповедников. В 1929 году начался новый этап гонений на верующих, сопровождавшийся массовым закрытием (особенно с 1935 года) культовых сооружений и арестами служителей: до 1931 года в автономии закрыли 26 храмов и молитвенных домов, в 1932 году — 6, в 1933 году — 10, в 1934 году — 20, в 1935 году — 134, в 1936 году — 70. В 1920—1936 годах закрыты 223 из 293 молитвенных зданий, а число священников сократилось в 1925—1936 годах с 248 до 18.

## Роль Молдавской АССР в истории Молдовы

### Исследования

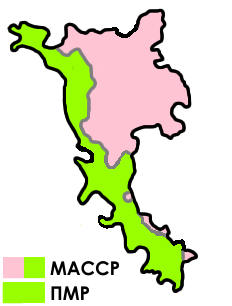
Сопоставление территории МАССР и заявленной территории ПМР (без Бендер)

В Советском Союзе было издано незначительное количество работ, посвящённых Молдавской АССР и истории левобережья Днестра в первой половине XX века. В основном труды по истории МАССР публиковались такими авторами, как С. Я. Афтенюк, З. М. Иванова, А. М. Лазарев, А. В. Репида, К. В. Стратиевский и т. д. Также выходили незначительные работы, посвящённые истории отдельных населённых пунктов (Тирасполя и Григориополя).
В то же время в первой половине XX века с момента создания МАССР в Румынии стали появляться труды, посвящённые изучению истории левобережья Днестра. Накануне Второй мировой войны в свет вышли работы румынских националистов, в которых утверждалось, что Транснистрия (Заднестровье) — историческая румынская территория, населённая «обрусевшими румынами». Наиболее известные работы в этой области опубликовал И. Нистор. Позже, уже в ходе войны Румынии против СССР, в междуречье Днестра и Южного Буга была образована подконтрольная Румынии Транснистрия.

### Приднестровский конфликт и спор о молдавском языке
Молдавская АССР сыграла значительную роль в зарождении Приднестровского конфликта. Молдаване составляли лишь часть населения левобережья Днестра, кроме них на этой территории проживали русские и украинцы. Наличие на левобережье Днестра представителей других национальностей обострило конфликт вокруг Закона о государственном языке в 1989 году и привело к череде забастовок на предприятиях левобережья Молдавии. 2 сентября 1990 года на территориях, ранее входивших в состав МАССР и присоединившихся к Молдавской ССР, возникла Приднестровская Молдавская Советская Социалистическая Республика, не признанная СССР как союзная республика.
27 августа 1991 года была провозглашена независимость Молдавии от СССР. Незадолго до этого Верховный Совет ССР Молдовы признал создание МССР незаконным, а присоединение Бессарабии к СССР — оккупацией румынских территорий. На основании этого 31 июля президиум Тираспольского городского совета провозгласил, что если Молдавская ССР была создана незаконно, то левобережье Днестра также было незаконно в неё включено, и президиум «не считает себя связанным какими-либо обязательствами перед руководством ССР Молдовы». 5 ноября 1991 года в связи с фактической потерей центральной власти СССР контроля над Союзными республиками и провозглашением независимости Молдовы ПМССР была переименована в Приднестровскую Молдавскую Республику. Дальнейшее обострение ситуации привело к вооружённым столкновениям близ Днестра, которые были остановлены летом 1992 года. В настоящее время Приднестровский конфликт остаётся неразрешённым.
В Приднестровье молдавский язык на основе кириллицы считается государственным (наравне с русским и украинским), в Молдове государственным языком юридически считается румынский (согласно решению Конституционного суда Республики Молдовы). Само существование молдавского языка оспаривается частью молдавских и румынских политиков и общественных деятелей, а также лингвистами, которые считают его молдавским диалектом румынского языка.